# Гутновы
Гу́тновы (осет. Гутнатæ, Гутынатæ) — осетинская фамилия.

## Происхождение
Насколько известно, первый письменный вариант родословной данной фамилии был составлен Карасе Гутновым в 1860 году для Сословно-поземельной комиссии Владикавказского округа. Интерес вызывает ее начальный сюжет: «Предки наши, как нам известно по устному преданию, жили в Дзивгисе прежде, чем предок куртатинских фамилий, называвшийся Курта, поселился в ущелье».

## Известные представители
- Алексей Эльбрусович Гутнов (1937 – 1986) — доктор архитектуры, профессор Московского архитектурного института.
- Батырбек Каурбекович Гутнов (1901 – 1938) — известный инженер, директор Московского танкостроительного завода.
- Владимир Хазмурзаевич Гутнов (р. 1942) — журналист, драматург, автор театральных пьес и сценариев к фильмам.
- Евгений Соломонович Гутнов (1881 – 1981) — осетинский интеллигент, владелец частной типографии в Берлине.
- Евгения Владимировна Гутнова (1914 – 1992) — историк-медиевист, доктор исторических наук, профессор МГУ.
- Феликс Хазмурзаевич Гутнов (1952 – 2020) — историк-осетиновед, доктор исторических наук, профессор.